# Puginier
Puginier  est une commune française située dans le nord-ouest du département de l'Aude, en région Occitanie.
Sur le plan historique et culturel, la commune fait partie du Lauragais, l'ancien « Pays de Cocagne », lié à la fois à la culture du pastel et à l’abondance des productions, et de « grenier à blé du Languedoc ». Exposée à un climat méditerranéen, elle est drainée par le ruisseau de Puginier et par deux autres cours d'eau.
Puginier est une commune rurale qui compte 154 habitants en 2022, après avoir connu un pic de population de 466 habitants en 1836. Elle fait partie de l'aire d'attraction de Castelnaudary. Ses habitants sont appelés les Puginiérais et Puginiéraises.

## Géographie

### Localisation
Puginier est une commune de l'aire urbaine de Castelnaudary située dans le Lauragais. Elle est limitrophe avec le département de la Haute-Garonne.

### Communes limitrophes
Les communes limitrophes sont  La Pomarède, Peyrens, Saint-Félix-Lauragais, Souilhe, Soupex et Tréville.
| Saint-Félix-Lauragais (Haute-Garonne) | La Pomarède |          |
| Soupex                                | Puginier    | Tréville |
|                                       | Souilhe     | Peyrens  |

Le village de Puginier est situé à 1,3 km de Souilhe, 2,2 km de Treville, 2,5 km de Soupex, 3,1 km de Peyrens et de Souilhanels.

### Hydrographie
La commune est dans la région hydrographique « Côtiers méditerranéens », au sein du bassin hydrographique Rhône-Méditerranée-Corse. Elle est drainée par le ruisseau de Puginier, la Ramejeanne et le ruisseau de Plaisance, qui constituent un réseau hydrographique de 6 km de longueur totale,.
Le ruisseau de Puginier, d'une longueur totale de 11,4 km, prend sa source dans la commune de La Pomarède et s'écoule vers l'ouest puis se réoriente au sud. Il traverse la commune et se jette dans le Fresquel à Souilhanels, après avoir traversé 4 communes.

### Climat
Pour des articles plus généraux, voir Climat de l'Occitanie et Climat de l'Aude.
En 2010, le climat de la commune est de type climat du Bassin du Sud-Ouest, selon une étude s'appuyant sur une série de données couvrant la période 1971-2000. En 2020, Météo-France publie une typologie des climats de la France métropolitaine dans laquelle la commune est exposée à un climat océanique altéré et est dans la région climatique Aquitaine, Gascogne, caractérisée par une pluviométrie abondante au printemps, modérée en automne, un faible ensoleillement au printemps, un été chaud (19,5 °C), des vents faibles, des brouillards fréquents en automne et en hiver et des orages fréquents en été (15 à 20 jours).
Pour la période 1971-2000, la température annuelle moyenne est de 13,3 °C, avec une amplitude thermique annuelle de 15,7 °C. Le cumul annuel moyen de précipitations est de 788 mm, avec 9,6 jours de précipitations en janvier et 5,4 jours en juillet. Pour la période 1991-2020, la température moyenne annuelle observée sur la station météorologique la plus proche, située sur la commune de Labécède-Lauragais à 6 km à vol d'oiseau, est de 13,2 °C et le cumul annuel moyen de précipitations est de 881,2 mm,. Pour l'avenir, les paramètres climatiques de la commune estimés pour 2050 selon différents scénarios d’émission de gaz à effet de serre sont consultables sur un site dédié publié par Météo-France en novembre 2022.

### Milieux naturels et biodiversité
Aucun espace naturel présentant un intérêt patrimonial n'est recensé sur la commune dans l'inventaire national du patrimoine naturel,,.

## Toponymie
On trouve mention de Pojanerio (1271), Podio Ainerio (1317).
Occitan = Puèch « puy » + Genier/Ginier (latin Podio Ainero, le puy ou le pueg du franc Aginhari, latinisé en Ainerius).
On note l'origine germanique d'Aginhari (agin = lame de l'épée + hari = armée).

### Milieux naturels et biodiversité
Aucun espace naturel présentant un intérêt patrimonial n'est recensé sur la commune dans l'inventaire national du patrimoine naturel,,.

## Urbanisme

### Typologie
Au 1er janvier 2024, Puginier est catégorisée commune rurale à habitat dispersé, selon la nouvelle grille communale de densité à 7 niveaux définie par l'Insee en 2022.
Elle est située hors unité urbaine. Par ailleurs la commune fait partie de l'aire d'attraction de Castelnaudary, dont elle est une commune de la couronne,. Cette aire, qui regroupe 34 communes, est catégorisée dans les aires de moins de 50 000 habitants,.

### Occupation des sols
L'occupation des sols de la commune, telle qu'elle ressort de la base de données européenne d’occupation biophysique des sols Corine Land Cover (CLC), est marquée par l'importance des territoires agricoles (81,1 % en 2018), une proportion identique à celle de 1990 (81,1 %). La répartition détaillée en 2018 est la suivante : 
terres arables (81,1 %), forêts (18,9 %). L'évolution de l’occupation des sols de la commune et de ses infrastructures peut être observée sur les différentes représentations cartographiques du territoire : la carte de Cassini (XVIIIe siècle), la carte d'état-major (1820-1866) et les cartes ou photos aériennes de l'IGN pour la période actuelle (1950 à aujourd'hui).

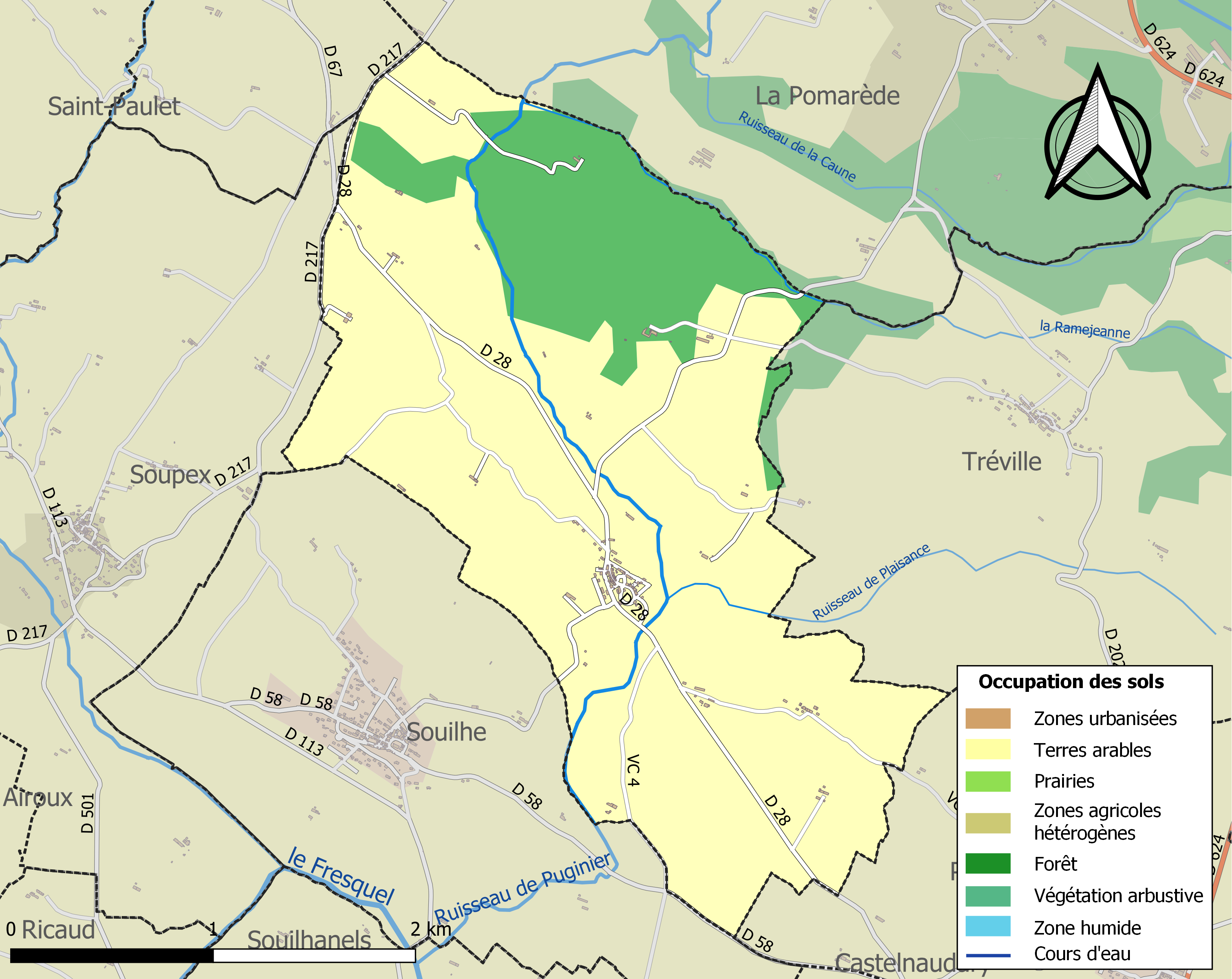
Carte des infrastructures et de l'occupation des sols de la commune en 2018 (CLC).

## Politique et administration

### Liste des maires
| Période                                  | Période | Identité                  | Étiquette | Qualité                                                |
| ---------------------------------------- | ------- | ------------------------- | --------- | ------------------------------------------------------ |
| avant 1981                               | ?       | Aymar de Laurens-Castelet |           |                                                        |
| mars 2001                                | 2020    | Éliane Brunel             | PS        | Retraitée de l'enseignement Conseillère départementale |
| depuis mai 2020                          |         | Jérome Senal              |           |                                                        |
| Les données manquantes sont à compléter. |         |                           |           |                                                        |

## Population et société

### Démographie
| 1793 | 1800 | 1806 | 1821 | 1831 | 1836 | 1841 | 1846 | 1851 |
| ---- | ---- | ---- | ---- | ---- | ---- | ---- | ---- | ---- |
| 377  | 407  | 414  | 414  | 430  | 466  | 441  | 433  | 433  |

| 1856 | 1861 | 1866 | 1872 | 1876 | 1881 | 1886 | 1891 | 1896 |
| ---- | ---- | ---- | ---- | ---- | ---- | ---- | ---- | ---- |
| 388  | 365  | 315  | 309  | 324  | 313  | 300  | 293  | 254  |

| 1901 | 1906 | 1911 | 1921 | 1926 | 1931 | 1936 | 1946 | 1954 |
| ---- | ---- | ---- | ---- | ---- | ---- | ---- | ---- | ---- |
| 244  | 275  | 265  | 226  | 219  | 202  | 204  | 198  | 186  |

| 1962 | 1968 | 1975 | 1982 | 1990 | 1999 | 2006 | 2007 | 2012 |
| ---- | ---- | ---- | ---- | ---- | ---- | ---- | ---- | ---- |
| 166  | 148  | 154  | 118  | 145  | 147  | 144  | 144  | 154  |

| 2017 | 2022 | - | - | - | - | - | - | - |
| ---- | ---- | - | - | - | - | - | - | - |
| 152  | 154  | - | - | - | - | - | - | - |

## Économie

### Revenus
En 2018  (données Insee publiées en septembre 2021), la commune compte 69 ménages fiscaux, regroupant 145 personnes. La médiane du revenu disponible par unité de consommation est de 21 170 € (19 240 € dans le département).

### Emploi
| Division       | 2008   | 2013   | 2018   |
| -------------- | ------ | ------ | ------ |
| Commune        | 7,1 %  | 5,1 %  | 11,1 % |
| Département    | 10,2 % | 12,8 % | 12,6 % |
| France entière | 8,3 %  | 10 %   | 10 %   |

En 2018, la population âgée de 15 à 64 ans s'élève à 89 personnes, parmi lesquelles on compte 77,8 % d'actifs (66,7 % ayant un emploi et 11,1 % de chômeurs) et 22,2 % d'inactifs,. En  2018, le taux de chômage communal (au sens du recensement) des 15-64 ans est inférieur à celui du département, mais supérieur à celui de la France, alors qu'en 2008 il était inférieur à celui de la France.
La commune fait partie de la couronne de l'aire d'attraction de Castelnaudary, du fait qu'au moins 15 % des actifs travaillent dans le pôle,. Elle compte 17 emplois en 2018, contre 13 en 2013 et 17 en 2008. Le nombre d'actifs ayant un emploi résidant dans la commune est de 64, soit un indicateur de concentration d'emploi de 27,1 % et un taux d'activité parmi les 15 ans ou plus de 59,7 %.
Sur ces 64 actifs de 15 ans ou plus ayant un emploi, 8 travaillent dans la commune, soit 13 % des habitants. Pour se rendre au travail, 93,8 % des habitants utilisent un véhicule personnel ou de fonction à quatre roues, 3,1 % s'y rendent en deux-roues, à vélo ou à pied et 3,1 % n'ont pas besoin de transport (travail au domicile).

### Activités hors agriculture

#### Secteurs d'activités
8 établissements sont implantés  à Puginier au 31 décembre 2019.
Le secteur des activités immobilières est prépondérant sur la commune puisqu'il représente 25 % du nombre total d'établissements de la commune (2 sur les 8 entreprises implantées  à Puginier), contre 5,2 % au niveau départemental.

### Agriculture
|               | 1988 | 2000 | 2010 | 2020 |
| ------------- | ---- | ---- | ---- | ---- |
| Exploitations | 15   | 11   | 13   | 4    |
| SAU (ha)      | 537  | 524  | 590  | 557  |

La commune est dans le Lauragais, une petite région agricole occupant le nord-ouest du département de l'Aude,. En 2020, l'orientation technico-économique de l'agriculture  sur la commune est la culture de céréales et/ou d'oléoprotéagineuses. Quatre exploitations agricoles ayant leur siège dans la commune sont dénombrées lors du recensement agricole de 2020 (15 en 1988). La superficie agricole utilisée est de 557 ha,,.

## Culture locale et patrimoine

### Lieux et monuments
- Église Saint-Laurent de Puginier.
- Château du Castelet.

### Personnalités liées à la commune
- André Boyer-Mas (1904-1972), ecclésiastique et diplomate français. Curé du village du village en 1932;
- Olivier de Laurens-Castelet (1844-1923), député de l'Aude, maire de Puginier.

### Héraldique
| Blason de Puginier | Blason  | Parti d'azur et d'argent.                        |
| Blason de Puginier | Détails | Le statut officiel du blason reste à déterminer. |